# Ієн Армітідж
Ієн Армітідж (англ. Iain Armitage; нар. 15 липня 2008) — американський актор, що здобув популярність завдяки ролі юного Шелдона Купера у приквелі «Теорії великого вибуху».

## Життєпис
Ієн народився 15 липня 2008 у творчій родині: його батьки — шотландський актор Юен Мортон і американська театральна продюсерка Лі Армітідж. Відомим є дід Ієна по материнській лінії — американський політик Річард Армітідж, перший заступник державного секретаря США в 2001—2005 роках.

### Кар'єра
У січні 2017 року Армітідж дебютував на телебаченні в епізоді телесеріалу «Закон і порядок: Спеціальний корпус» в ролі жертви викрадачів Тео Лашера.
У телесеріалі HBO «Велика маленька брехня» у 2019—2020 він виконав роль Зіггі Чапмена, сина однієї з трьох головних героїнь, яку зіграла Шейлін Вудлі.
Навесні 2017 року його отримав роль маленького Шелдона Купера в ситкомі «Дитинство Шелдона», який є спін-офом і приквелом «Теорії великого вибуху».
У 2020 році Ієн Армітідж озвучив Шеггі Роджерса в мультфільмі «Скубі-Ду».
Армітідж веде канал на відеохостингу YouTube, де публікує відгуки про театральні постановки.

## Фільмографія

### Фільми
| Рік  |    | Українська назва       | Оригінальна назва    | Роль          |
| ---- | -- | ---------------------- | -------------------- | ------------- |
| 2017 | ф  | Скляний замок          | The Glass Castle     | юний Браян    |
| 2017 | ф  | Наші душі вночі        | Our Souls at Night   | Джеймі        |
| 2017 | ф  | Мене тут немає         | I'm Not Here         | Стіві         |
| 2020 | мф | Скубі-Ду               | Scoob!               | Шеггі (голос) |
| 2021 | мф | Щенячий патруль у кіно | Paw Patrol:The Movie | Чейз (голос)  |

### Телебачення
| Рік       |   | Українська назва                    | Оригінальна назва                 | Роль                                          |
| --------- | - | ----------------------------------- | --------------------------------- | --------------------------------------------- |
| 2017      | с | Закон і порядок: Спеціальний корпус | Law & Order: Special Victims Unit | Тео Лашер (Епізод: "Chasing Theo")            |
| 2017—2024 | с | Велика маленька брехня              | Big Little Lies                   | Зіггі Чепмен (15 епізодів)                    |
| 2017—2024 | с | Дитинство Шелдона                   | Young Sheldon                     | Шелдон Купер (141 епізод)                     |
| 2018      | с | Теорія великого вибуху              | The Big Bang Theory               | Шелдон Купер (Епізод: "The VCR Illumination") |